# Marià Manent
Marià Manent i Cisa (Barcelona, 1898-Barcelona, 1988) fue un poeta, prosista, crítico literario, memorialista, traductor y activista cultural español.

## Biografía

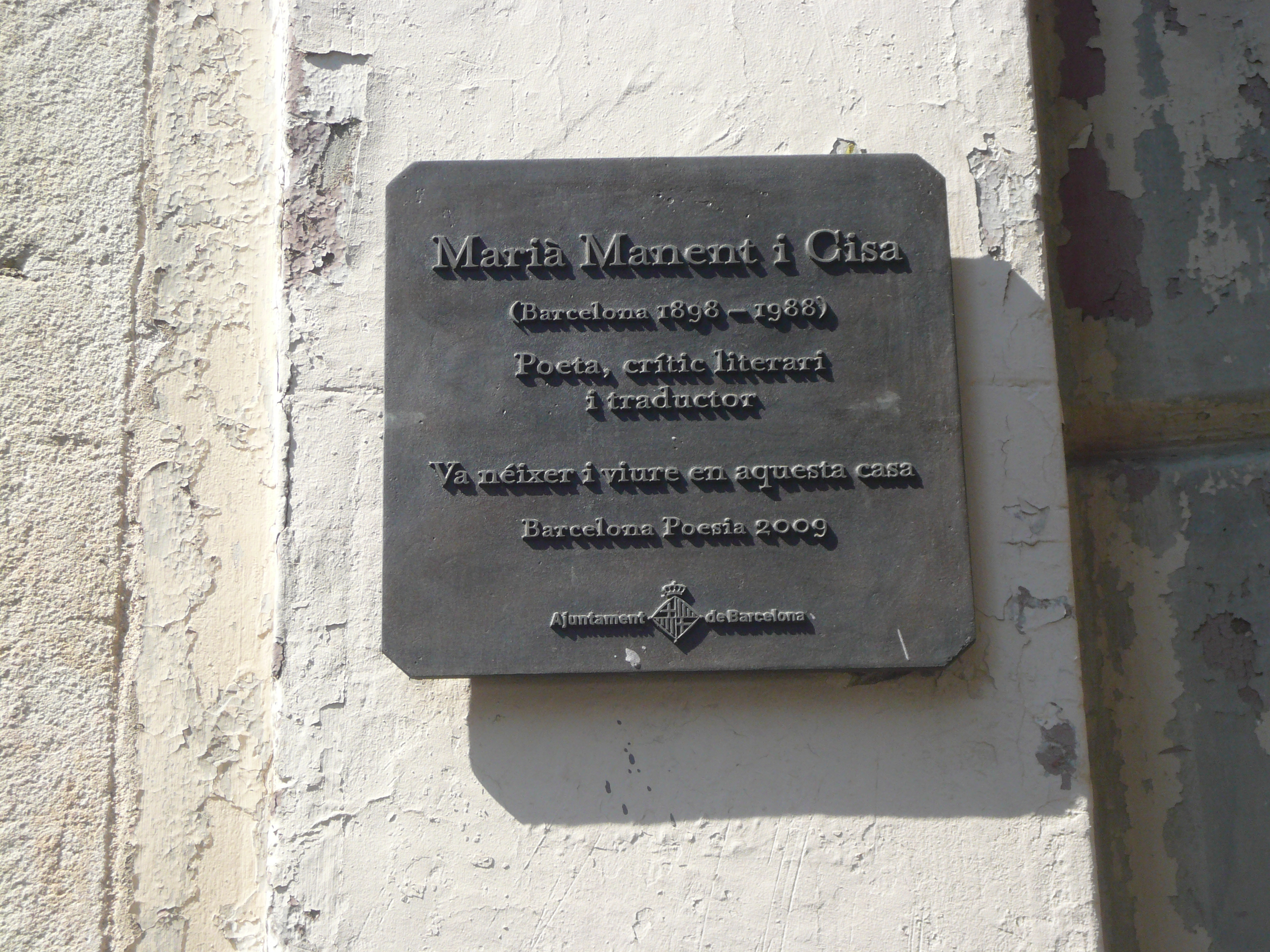
Placa conmemorativa en la casa natal de Marià Manent en Barcelona

Hombre clave de la cultura catalana del siglo XX. De formación noucentista, va a evolucionar después hacia el simbolismo y la poesía pura. En su obra en prosa, complementaba su actividad poética. Como traductor, es responsable de la incorporación al catalán de grandes clásicos como Yeats, Percy B. Shelley, Dylan Thomas, William Blake, Emily Dickinson, Samuel Taylor Coleridge, además de poesía china y japonesa.
Dentro de sus trabajos como traductor se encuentra el libro La poesía irlandesa, publicado en 1952 por Josep Janés, en el que hace un prólogo y una selección de los poemas fundadores de la tradición poética irlandesa escritos en lengua gaélica. También colaboró en los diarios Avui, El Correo Catalán y La Vanguardia. Falleció el 23 de noviembre de 1988 en Barcelona.
En castellano se publicó El velo de Maia (Diario de la guerra, 1936-1939) (Madrid, Trieste, 1984), con traducción de José Muñoz Millanes.

## Obra en castellano
- 1945: La poesía inglesa. Románticos y victorianos
- 1952 :La poesía irlandesa
- 1962: Cómo nace el poema y otros ensayos y notas
- 1971: Palabra y poesía y otras notas críticas
- 1985: Diario disperso. Traducción de José Muñoz Millanes. Ed. Trieste.[2]

Tradujo al castellano (como Mariano Manent) The Marvelous Land of the Snergs de Edward Wyke-Smith, que se publicó como El maravilloso país de los Snergs (Editorial Juventud, Barcelona, 1942)

## Premios
- 1968: Premio Lletra d'Or por Com un núvol lleuger
- 1974: Premio Josep Pla por El vel de Maia
- 1985: Premio de Honor de las Letras Catalanas